# Rio do Peixe (Paraíba)
O rio do Peixe é um curso d'água que banha o extremo oeste do estado da Paraíba, na região semiárida do Nordeste do Brasil. Sua bacia engloba uma área de 3419 km² e abrange 17 municípios, onde em 2010 viviam em torno de 220 000 pessoas.

## História

### Etimologia
O termo “rio do Peixe” se refere ao fato de neste curso de água ter sido pescado na época da colonização “um peixe exótico e de grande dimensão”, segundo o historiador Coriolano de Medeiros.

### Povoamento da bacia
Toda a região da bacia do rio do Peixe foi território dos índios icós, tendo começado a ser colonizada pela Coroa portuguesa a partir de meados do século XVIII. Em 1766, a cidade de Sousa foi fundada próximo à sua foz, convertendo-se no principal centro urbanno da região. Pouco mais de um século e meio depois, o banditismo reinou em suas margens com as passagens ocasionais de bandoleiros no começo do século XX.
Atualmente, sua bacia conta com centros urbanos importantes do Sertão paraibano, como Sousa, Uiraúna e São João do Rio do Peixe.

## Sub-bacia
O rio do Peixe nasce próximo à localidade de Baixio dos Galdinhos, na serra do Padre, município de Bernardino Batista, divisa com o estado do Ceará. É um dos afluentes da bacia do rio Piranhas–Açu e apresenta regime intermitente, secando na época de estiagem. Em seu percurso, banha a cidade de São João do Rio do Peixe, Sousa e Aparecida, ambas no sertão paraibano, e é nesta última onde deságua no Piranhas.
De modo geral, a cobertura vegetal de sua bacia se encontra bastante antropizada, e as consequências da ocupação humana podem ser vistas na paisagem e na descarga de desejos urbanos.
Em sua bacia encontra-se o célebre Vale dos Dinossauros, cujas pegadas datam do período Cretáceo, sendo um dos mais importantes sítios paleontológicos do Brasil, com cerca de 50 tipos de pegadas de animais pré-históricos, espalhadas por toda a bacia sedimentar do rio do Peixe, em uma extensão de 700 quilômetros quadrados.